# Marek Pompetzki
Marek Pompetzki (* 13. Januar 1978 in Berlin), auch bekannt als Double-A, ist ein deutscher Musikproduzent.

## Werdegang
Als Produzent und Songwriter trat Marek Pompetzki zum ersten Mal 2001 in Erscheinung. Er produzierte und schrieb den Song Friday Nite für den hr XXL Ostermarsch 2001. Anschließend produzierte er unter anderem für Shaggy, Orange Blue, Yvonne Catterfeld, Sido, Fler, Sarah Connor, Stefanie Heinzmann, Cassandra Steen, Kitty Kat, MoTrip, Helene Fischer, Aloe Blacc und Miley Cyrus. Gemeinsam mit Paul NZA und Cecil Remmler bildet er das Produzententeam FNSHRS. und führt das Berliner Numarek Studio. Darüber hinaus ist Marek Pompetzki Geschäftsführer der Empece GmbH.
Pompetzki gehört zu den Top-Produzenten in Deutschland. Er produziert mehrheitlich melodische und basslastige Hip-Hop- und Pop-Beats.
Er gibt Workshops und war als Juror für den deutschen Musikautorenpreis tätig.

## Diskografie (Auswahl)
| Jahr | Titel                                               | Höchstplatzierung, Gesamtwochen, AuszeichnungChartplatzierungen (Jahr, Titel, Platzierungen, Wochen, Auszeichnungen, Anmerkungen) | Höchstplatzierung, Gesamtwochen, AuszeichnungChartplatzierungen (Jahr, Titel, Platzierungen, Wochen, Auszeichnungen, Anmerkungen) | Höchstplatzierung, Gesamtwochen, AuszeichnungChartplatzierungen (Jahr, Titel, Platzierungen, Wochen, Auszeichnungen, Anmerkungen) | Anmerkungen                             |
| Jahr | Titel                                               | DE | AT | CH | Anmerkungen                             |
| ---- | --------------------------------------------------- | --- | --- | --- | --------------------------------------- |
| 2005 | Warum Philippe                                      | DE22 (15 Wo.)DE | AT58 (2 Wo.)AT | — | Erstveröffentlichung: 9. Dezember 2005  |
| 2006 | Ein Teil von mir Sido                               | DE14 (12 Wo.)DE | AT24 (9 Wo.)AT | CH46 (7 Wo.)CH | Erstveröffentlichung: 2006              |
| 2006 | Schlechtes Vorbild Sido                             | DE18 (11 Wo.)DE | AT18 (27 Wo.)AT | CH43 (16 Wo.)CH | Erstveröffentlichung: 2006              |
| 2007 | Das Gegenteil von Liebe Jörn Schlönvoigt            | DE8 (9 Wo.)DE | AT21 (9 Wo.)AT | CH50 (2 Wo.)CH | Erstveröffentlichung: 2007              |
| 2008 | Augen auf Sido                                      | DE7 (13 Wo.)DE | AT13 (20 Wo.)AT | CH29 (20 Wo.)CH | Erstveröffentlichung: 30. Mai 2008      |
| 2008 | Carmen Sido                                         | DE17 (13 Wo.)DE | AT18 (13 Wo.)AT | CH72 (4 Wo.)CH | Erstveröffentlichung: 8. August 2008    |
| 2008 | Herz Sido                                           | DE19 (9 Wo.)DE | AT19 (18 Wo.)AT | CH39 (21 Wo.)CH | Erstveröffentlichung: 17. Oktober 2008  |
| 2008 | Halt dein Maul Sido                                 | DE7 (13 Wo.)DE | AT13 (20 Wo.)AT | CH29 (20 Wo.)CH | Erstveröffentlichung: 30. Mai 2008      |
| 2008 | Nein Sido & Doreen                                  | DE29 (19 Wo.)DE | AT42 (15 Wo.)AT | — | Erstveröffentlichung: 2. Januar 2008    |
| 2008 | Beweg dein Arsch Sido & Scooter & Kitty Kat         | DE17 (10 Wo.)DE | AT34 (11 Wo.)AT | CH100 (1 Wo.)CH | Erstveröffentlichung: 2008              |
| 2008 | Like a Bullet Stefanie Heinzmann                    | DE3 (30 Wo.)DE | AT53 (4 Wo.)AT | CH27 (25 Wo.)CH | Erstveröffentlichung: 2008              |
| 2008 | The Unforgiven Stefanie Heinzmann                   | DE17 (10 Wo.)DE | AT30 (10 Wo.)AT | CH20 (11 Wo.)CH | Erstveröffentlichung: 2008              |
| 2009 | Stadt Cassandra Steen & Adel Tawil                  | DE2 (37 Wo.)DE | AT3 (31 Wo.)AT | CH31 (26 Wo.)CH | Erstveröffentlichung: 12. Juni 2009     |
| 2009 | Monsta Culcha Candela                               | DE3 (59 Wo.)DE | AT3 (43 Wo.)AT | CH8 (44 Wo.)CH | Erstveröffentlichung: 6. November 2009  |
| 2009 | No One (Can ever change my Mind) Stefanie Heinzmann | DE36 (9 Wo.)DE | AT71 (2 Wo.)AT | CH27 (8 Wo.)CH | Erstveröffentlichung: 2009              |
| 2010 | I’ve come to life Edita Abdieski                    | DE9 (6 Wo.)DE | AT27 (3 Wo.)AT | CH8 (4 Wo.)CH | Erstveröffentlichung: 21. November 2010 |
| 2010 | Can’t be tamed Miley Cyrus                          | DE29 (10 Wo.)DE | AT21 (8 Wo.)AT | CH53 (6 Wo.)CH | Erstveröffentlichung: 25. Juni 2010     |
| 2011 | Loving you is killin' me Aloe Blacc                 | DE12 (24 Wo.)DE | AT8 (22 Wo.)AT | CH26 (17 Wo.)CH | Erstveröffentlichung: 8. April 2011     |
| 2012 | Der Strahl Deichkind                                | DE12 (24 Wo.)DE | AT8 (22 Wo.)AT | CH26 (17 Wo.)CH | Erstveröffentlichung: 2012              |
| 2012 | Do you like what you see Ivy Quainoo                | DE2 (15 Wo.)DE | AT8 (13 Wo.)AT | CH12 (6 Wo.)CH | Erstveröffentlichung: 2012              |
| 2012 | you got me Ivy Quainoo                              | DE31 (6 Wo.)DE | AT61 (2 Wo.)AT | CH61 (1 Wo.)CH | Erstveröffentlichung: 2012              |
| 2012 | Summer Dreaming 2012 Project B. feat. Kelly Rowland | DE62 (3 Wo.)DE | AT52 (2 Wo.)AT | — | Erstveröffentlichung: 6. Juli 2012      |
| 2013 | Hier bin ich wieder Sido                            | — | AT39 (5 Wo.)AT | — | Erstveröffentlichung: 2013              |
| 2013 | Liebe Sido                                          | DE13 (36 Wo.)DE | AT10 (26 Wo.)AT | CH26 (8 Wo.)CH | Erstveröffentlichung: 2013              |
| 2013 | Fühl dich frei Sido                                 | DE99 (1 Wo.)DE | — | — | Erstveröffentlichung: 2013              |
| 2013 | Arbeit Sido & Helge Schneider                       | DE33 (3 Wo.)DE | AT63 (1 Wo.)AT | — | Erstveröffentlichung: 2013              |
| 2013 | Einer dieser Steine Sido & Mark Forster             | DE4 (17 Wo.)DE | AT12 (8 Wo.)AT | CH8 (10 Wo.)CH | Erstveröffentlichung: 2013              |
| 2015 | Astronaut Sido & Andreas Bourani                    | DE1 (43 Wo.)DE | AT1 (34 Wo.)AT | CH1 (37 Wo.)CH | Erstveröffentlichung: 2015              |
| 2017 | Rooftop Nico Santos                                 | DE5 (32 Wo.)DE | AT2 (24 Wo.)AT | CH5 (29 Wo.)CH | Erstveröffentlichung: 2017              |
| 2019 | Gib ihm Shirin David                                | DE1 (6 Wo.)DE | — | — | Erstveröffentlichung: 29. März 2019     |

## Auszeichnungen (Auszug)
- 2016: Deutscher Musikautorenpreis in der Kategorie „Auszeichnung für das erfolgreichste Werk“ (Astronaut)